# Bristol (Schiff, 1973)
Die Bristol, auch HMS Bristol, war ein Zerstörer der britischen Marine. Das Einzelschiff diente nach seiner Fahrenszeit bis 2020 als stationäres Schulschiff für die Kadettenausbildung.

## Geschichte
In den 1960ern begann die Royal Navy mit der Entwicklung einer neuen Klasse schwerer Zerstörer. Sie wurden als Geleitschutz für die geplanten Flugzeugträger des Konzept CVA-01 konzipiert. Als jedoch 1966 das Trägerprojekt überraschend abgebrochen wurde, sah man keine Notwendigkeit mehr für die Zerstörer. Die Royal Navy entschied sich stattdessen, eine neue Klasse deutlich kleinerer und kostengünstigerer Zerstörer zu bauen, die Sheffield-Klasse. Die zu diesem Zeitpunkt bereits im Bau befindliche Bristol wurde somit als einziges Schiff ihrer Klasse fertiggestellt.
Nach der Indienststellung 1973 wurde HMS Bristol als Versuchsschiff für neue Lenkwaffensysteme der Royal Navy genutzt. Wesentlich war hierbei die Einführung der Ikara-Rakete zur U-Boot-Abwehr und des Luftabwehrsystems Sea Dart. 1982 wurde der Zerstörer im Rahmen des Falklandkrieges zu den Falklandinseln entsandt, um die britische Flotte vor Luftangriffen argentinischer Kampfflugzeuge zu schützen.
Mitte der 1980er Jahre entschied sich die Royal Navy dann zu Ausmusterung der HMS Bristol. Die Zerstörer der Sheffield-Klasse hatten die Aufgaben der Bristol komplett übernommen und die Instandhaltung wurde zunehmend unwirtschaftlich. 1987 ersetzte sie die HMS Kent als Trainingsschiff des Britannia Royal Naval College in Dartmouth, blieb jedoch voll einsatzfähig und nahm weiterhin an Manövern teil.
1991 begann ein grundlegender Umbau des Schiffes, bei dem die gesamte Bewaffnung entfernt und stattdessen zusätzliche Unterkünfte an Bord geschaffen wurden, da die Bristol zukünftig als Trainingsschiff für Kadetten und Mitglieder der Marinereserve in Portsmouth dienen sollte. Seit 1993 lag sie dort vor Whale Island im Norden der Marinebasis Portsmouth vor Anker. Ein wesentlicher Teil der Kadetten der Royal Navy begann in den folgenden Jahrzehnten seine Ausbildung an Bord der Bristol. Sie diente auch für die Ausbildung ausländischer Kadetten. So bestanden unter anderem regelmäßige Austauschprogramme mit den Vereinigten Staaten, Kanada, Indien und Südafrika.